# 木村真一郎
木村 真一郎（きむら しんいちろう、10月4日 - ）は、日本の男性アニメ監督・演出家。別名義にきむらしんいちろう、キムラシンイチロウ、常磐鐘鳴、村木一真。愛称はキムシン。広島県出身。

## 経歴
幼少期は、父親がタンカー船員だった為に家を長く空ける事が多く、母親と共に時代劇やドラマ等を観て過ごす事が多かった。アニメに関しては『タイガーマスク』が印象に残っていると言い、その原作漫画やアニメ雑誌も愛読していた。
教員免許取得を目的として、大阪芸術大学芸術学部美術学科油画コースへ進学。在学中は漫画アニメーション研究会CASに所属し、漫画家・田中政志や、アニメ監督・加戸誉夫らと同期。
大学卒業後、動画スタッフとしてじゃんぐるじむに入社するも、演出業務に興味が移り、程無くスタジオワールドへ制作進行として移籍し、先輩となる小島正幸・桜井弘明らの下で演出助手として研鑽も深める。
1990年頃に同社が破産した為、再び制作進行としてマジックバスへ入社し、OVA『破妖の剣 漆黒の魔性』で初演出、18禁OVA『淫獣教師』で初監督を務める。
その後、絵コンテ・演出家として実績を積み『BURN-UP EXCESS』でTVシリーズ初監督を務める。監督としての代表作には『HAND MAID メイ』や『ちっちゃな雪使いシュガー』等があり、後者は木村が大きな名声を得る作品となった。

## 作風
監督としては奇抜な演出を加味する事は少なく、作品の本質を捻じ曲げてまで自分の色を出そうとはせず、与えられた題材を上手く組み立てる事に徹する。大の「メガネッ娘」好きで、この嗜好が昂じて『G-onらいだーす』という「メガネッ娘」ばかりが登場するアニメの監督も務めた。『トム&ジェリー』の様なコメディ・アニメの制作に携わる事を熱望している。

## 参加作品

### 監督
- 淫獣教師（1994年・18禁）※常磐鐘鳴(Tokiwa Kanenari)名義[3]
- 転校生（1996年-1997年・15禁）※村木一真(Muraki Kazuma)名義[3]
- BURN-UP EXCESS（1998年）
- ヴァイスクロイツ Verbrehen〜Strafe（1999年）
- HAND MAID メイ（2000年）[4]
- ちっちゃな雪使いシュガー（2001年）
- こすぷれCOMPLEX（2002年）
- G-onらいだーす（2002年）
- 機甲兵団 J-PHOENIX PF リップス小隊（2002年・PS2/Xbox用『機甲兵団J-PHOENIX』シリーズ同梱DVD）
- ぽぽたん（2003年）
- まぶらほ（2003年）
- まほらば〜Heartful days（2005年）[5]
- かりん（2005年）[6]
- つよきす Cool×Sweet（2006年）[7]
- Venus Versus Virus（2007年）
- ネットゴーストPIPOPA（2008年-2009年）[8]
- 真剣で私に恋しなさい!!（OPアニメーション）（2009年）
- ファイト一発! 充電ちゃん!!（2009年）
- いっしょにすりーぴんぐ（2010年）
- ジュノー（2010年）
- いっしょにとれーにんぐ026（2010年）
- ショコラの魔法（2011年）[9]
- いじめ（『ちゃお』2012年3月号付録DVD収録）[10]

### 絵コンテ・演出
- 銀河英雄伝説第2期（1991年-1992年）絵コンテ・演出
- 破妖の剣（1992年）演出
- 元気爆発ガンバルガー（1992年）絵コンテ・演出
- 熱血最強ゴウザウラー（1993年）絵コンテ・演出
- バケツでごはん（1996年）絵コンテ
- 新・天地無用!（1997年）絵コンテ
- 学級王ヤマザキ（1997年-1998年）絵コンテ
- サイレントメビウス（1998年）絵コンテ
- Weiß kreuz（1998年）ED2演出
- 快傑蒸気探偵団 TV ANIMATION SERIES（1998年）絵コンテ・演出
- ジェネレイターガウル（1998年）演出
- 超速スピナー（1999年）絵コンテ
- デュアル!ぱられルンルン物語（1999年）絵コンテ
- 地球防衛企業ダイ・ガード（1999年-2000年）絵コンテ・演出
- 女神候補生（2000年）絵コンテ・演出
- ラブひな（2000年）絵コンテ
- あぃまぃみぃ!ストロベリー・エッグ（2001年）絵コンテ
- 爆転シュート ベイブレード（2001年）絵コンテ
- テイルズ オブ エターニア THE ANIMATION（2001年）絵コンテ
- 鋼鉄天使くるみ零（2001年）演出
- ギルステイン（2002年）絵コンテ
- キディ・グレイド（2002年）絵コンテ
- MOUSE（2003年）絵コンテ
- ガンパレード・マーチ 〜新たなる行軍歌〜（2003年）絵コンテ
- エレメンタル ジェレイド（2005年）絵コンテ
- D.C.S.S. 〜ダ・カーポ セカンドシーズン〜（2005年）絵コンテ
- 吉永さん家のガーゴイル（2006年）絵コンテ
- ながされて藍蘭島（2007年）絵コンテ
- おおきく振りかぶって（2007年）演出
- 大江戸ロケット（2007年）絵コンテ
- D.C.II 〜ダ・カーポII〜（2007年）絵コンテ
- シゴフミ（2008年）絵コンテ
- 機動戦士ガンダム00（2008年）絵コンテ
- kiss×sis（2010年）絵コンテ
- 百花繚乱 サムライガールズ（2010年）絵コンテ
- カーニバル・ファンタズム（2011年）絵コンテ
- えびてん 公立海老栖川高校天悶部（2012年）絵コンテ・演出
- デート・ア・ライブ（2013年）絵コンテ・演出
- ダンガンロンパ 希望の学園と絶望の高校生 The Animation（2013年）絵コンテ・演出
- 妖怪ウォッチ（2014年）絵コンテ
- 精霊使いの剣舞（2014年）絵コンテ
- Re:␣ ハマトラ（2014年）絵コンテ
- 乱歩奇譚 Game of Laplace（2015年）絵コンテ
- モンスター娘のいる日常（2015年）絵コンテ
- モンスターストライク（2015年）演出統括・絵コンテ・演出
- 霊剣山 星屑たちの宴（2016年）絵コンテ[11]
- ダンガンロンパ3 -The End of 希望ヶ峰学園- 未来編（2016年）絵コンテ
- このはな綺譚（2017年）絵コンテ・演出
- あそびあそばせ（2018年）演出[12]
- ラディアン（2018年-2019年）絵コンテ・演出
- ギヴン（2019年）絵コンテ・演出[13]
- ケンガンアシュラ（2019年）演出
- 逆転世界ノ電池少女（2021年）絵コンテ・演出 ※キムラシンイチロウ名義
- ようこそ実力至上主義の教室へ 2nd Season（2022年）絵コンテ ※キムラシンイチロウ名義
- ワールドダイスター（2023年）絵コンテ・演出 ※きむらしんいちろう名義